# توکای یمنی
توکای یمنی (نام علمی: Turdus menachensis) یک گونه از پرندگان تیرهٔ توکایان (Turdidae) است که بومی کوه‌های سروات در غرب شبه‌جزیره عربستان است.